# 大竹區
大竹區為民國三十四年（1945年）的舊省轄市彰化市行政區之一。

## 行政區
- 大竹區共有20里[2]：
- 大竹里、竹中里、安溪里、香山里、牛埔里、三村里、國聖里、福山里、山中里、和調里、
- 寶廍里、古夷里、阿夷里、茄南里、茄苳里、田中里、快官里、竹巷里、福田里、石牌里